# Stictonaclia anapera
Stictonaclia anapera là một loài bướm đêm thuộc phân họ Arctiinae, họ Erebidae.